# Pierwsza płyta
Pierwsza płyta – szósta płyta (w rzeczywistości nagrana jako pierwsza) zespołu One Million Bulgarians.
Nagrań 1–8 dokonano w lipcu 1987 w Rzeszowie (realizacja nagrań – Bogusław Radziak). Nagrań 9–11 dokonano w listopadzie 1986 w "CCS Studio" (realizacja nagrań – Igor Czerniawski). Nagrań 12–14 dokonano w kwietniu 1986 w Radio Rzeszów. Pierwotnie materiał (utwory 1–8) miał być wydany na płycie One Million Bulgarians przez Klub Płytowy Razem jesienią 1987 roku. Cenzura jednak wstrzymała wydanie i ujrzał on światło dzienne dopiero po 18 latach – wydany nakładem firmy Pop Noise. Krążek zdobi okładka autorstwa Zdzisława Beksińskiego.

## Lista utworów
źródło:.
1. „Wysadzony za wysoko” – 5:39
2. „Betonowe szuflady” – 3:36
3. „Buduję” – 3:17
4. „Amare” – 2:45
5. „Utopić” – 4:16
6. „Animal Love” – 7:31
7. „Gwiazda Północy” – 4:25
8. „Czerwoni krzacy” – 0:50
9. „Czerwone krzaki” – 3:55
10. „Gwiazda Północy” – 4:41
11. „Przybywa nas” – 4:23
12. „Popatrz mamo” – 2:09
13. „Ona już tu jest” – 3:27
14. „Antarktyda” – 4:37

## Muzycy
- Jacek Lang – śpiew, perkusja, instrumenty perkusyjne
- Krzysztof Trznadel – bas, chórki
- Piotr Wallach – gitary, chórki